# Abraham Escudero Montoya
Abraham Escudero Montoya (ur. 24 stycznia 1940 w Urrao, zm. 6 listopada 2009) – kolumbijski duchowny katolicki, biskup Palmiry w latach 2007-2009.

## Życiorys
Święcenia kapłańskie przyjął 8 czerwca 1968 i został inkardynowany do archidiecezji Medellín. Był m.in. ojcem duchownym diecezjalnych seminariów, dyrektorem domu formacyjnego, delgatem ds. duszpasterstwa młodzieży oraz wikariuszem biskupim ds. życia konsekrowanego.
22 maja 1986 papież Jan Paweł II mianował go biskupem pomocniczym Medellín ze stolicą tytularną Risinium. Sakry biskupiej udzielił mu 21 czerwca 1986 kard. Alfonso López Trujillo.
30 kwietnia 1990 został mianowany biskupem Espinal, zaś 2 lutego 2007 otrzymał nominację na biskupa Palmiry.
Zmarł 6 listopada 2009.